# Cheers (Drink to That)
«Cheers (Drink to That)» — песня барбадосской певицы Рианны из её пятого студийного альбома Loud (2010 года). Трек был создан хип-хоп группой The Runners и основан на семпле песни «I’m with You», которая появилась в дебютном альбоме канадской певицы Аврил Лавин — Let Go (2002 года). Песня получила положительные отзывы от музыкальных критиков, большинство из которых хвалили удачную интерполяцию с песней «I’m with You», отмечая возможный успех среди клубных композиций благодаря соответствующей лирике «Cheers (Drink to That)». Песня вошла в список композиций концертного турне Loud Tour. 2 августа 2011 года сингл был отправлен на мейнстрим радиостанции США.

## История создания, выпуск и структура
Рианна впервые анонсировала выход «Cheers (Drink to That)» в качестве нового сингла с альбома Loud через Твиттер, когда она ответила известному интернет блогеру Пересу Хилтону, что его любимая песня из альбома станет следующим синглом. «Cheers (Drink to That)» была отправлена на радиостанции Соединённых Штатов Америки 2 августа 2011 года. Песня написана большим числом авторов, включая саму Рианну, продюсеры — хип-хоп команда The Runners. Композиция интерполирует с песней «I’m with You» из дебютного альбома Let Go певицы Аврил Лавин и включает в свою структуру музыкальные элементы Поп-рока.

## Отзывы критиков
Марк Сэвэдж из BBC Music описал песню, как фанковый, прыгающий гитарный ритм для городской вечеринки, который Рианна посвятила «всем полуалкоголикам в мире». Роберт Копси из Digital Spy похвалил удачное использование семпла песни Аврил Лавин, назвав его «невероятно броским», и прогнозировал будущий успех в барах и клубах, благодаря алкоголю и вечеринкам в выходные, на которые ссылается текст песни. Эми Скиарретто из PopCrush прокомментировала музыкальный стиль композиции, сказав: «Песня наполнена тропическим, островным, качающим ритмом, который раскрывается во всём альбоме ‘Loud’ и возвращает певицу к своим барбадосским корням». Скиарретто также отметила, что песня может стать очень популярной в барах и клубах из-за своего лирического содержания.

## Чарты
| Чарт (2011)               | Высшее место |
| ------------------------- | ------------ |
| США (Billboard Pop Songs) | 35           |

## Хронология релиза
| Страна | Дата           | Формат                             |
| ------ | -------------- | ---------------------------------- |
| США    | 2 августа 2011 | Mainstream и Rhythmic радиостанции |